# Teucholabis (Teucholabis) salva
Teucholabis (Teucholabis) salva is een tweevleugelige uit de familie steltmuggen (Limoniidae). De soort komt voor in het Neotropisch gebied.